# Burgberg (Höhenzug)
Der Burgberg (auch die Burgberge genannt) erhebt sich oberhalb der 150-Meter-Höhenlinie bis 357,5 m ü. NHN als Höhenzug des Weserberglands nördlich von Bevern im Landkreis Holzminden. Die im Mittelalter erfolgte Hutewaldnutzung der Höhenlagen und die Holzgewinnung führten vielerorts zur Auslichtung der Wälder und zur Bildung von Magerflächen auf flachgründigen, vorwiegend fruchtbaren Muschelkalk-Böden mit wärmeliebenden und fraßgeschützten Pflanzenarten. Der Erhalt der kleinteiligen und hochspezialisierten Kulturlandschaft wird in der überwiegend mit Buchenwald bestandenen Region durch langfristige, ökologische Waldentwicklung, (Streifen-)Mahd, den Einsatz von Weidetieren wie Heidschnucken, Rotem Höhenvieh und Wisenten sowie Besucherlenkung gefördert. Besonderes Augenmerk gilt dem in der Roten Liste Deutschlands als stark gefährdet ausgewiesenen Skabiosen-Scheckenfalter (hier mit seinem letzten Rückzugsgebiet in Niedersachsen) und dem gefährdeten Frauenschuh mit seinem größten Vorkommen in Norddeutschland. Die Zauneidechse hat am Burgberg ihre höchste Dichte im Land Niedersachsen. Am Großen und Kleinen Everstein befinden sich Mauerreste der namensgebenden Burg Everstein aus dem 12. Jahrhundert. Auf der höchsten Erhebung steht der Turm 28 der ehemaligen Telegrafenlinie Berlin–Koblenz.

## Geographie

### Lage

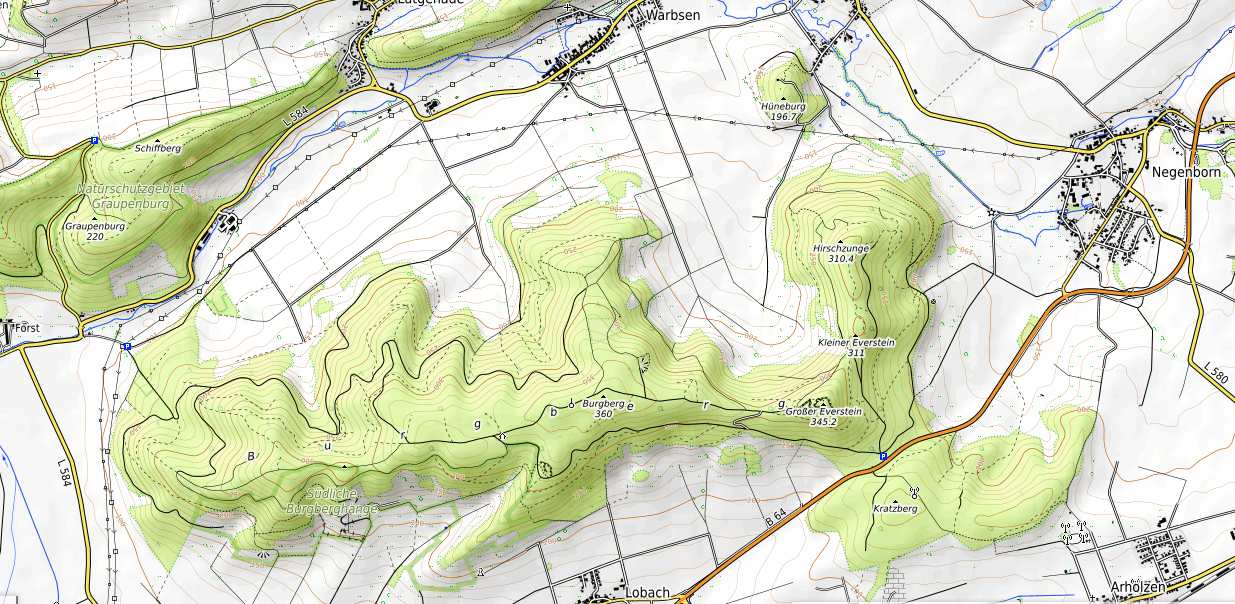
Topographische Karte des Burgbergs

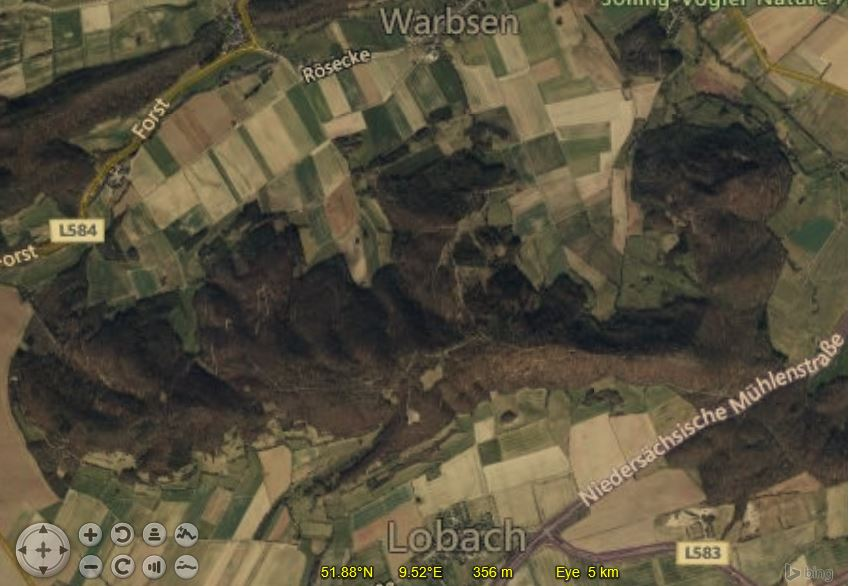
Satellitenbild des Burgbergs

Der Burgberg, der zum Naturpark Solling-Vogler gehört, befindet sich zwischen den Mittelgebirgszügen Vogler im Norden, Homburgwald im Nordosten und Solling im Süden. Er erstreckt sich über die Gemeinden Golmbach im Norden, Negenborn und Arholzen im Osten sowie Bevern im Süden und Westen mit einer Länge von rund 6 km in West-Ost-Richtung. Im Süden durchquert die Bundesstraße 64 – die Niedersächsische Mühlenstraße – das Gebiet.
| Lütgenade                     | Warbsen                                     | Golmbach  |
| Forst (Bevern)                | Kompassrose, die auf Nachbargemeinden zeigt | Negenborn |
| Bevern (Landkreis Holzminden) | Lobach (Bevern)                             | Arholzen  |

### Naturräumliche Zuordnung
Die Berggruppe zählt zur naturräumlichen Haupteinheitengruppe Weser-Leine-Bergland (Nr. 37) in der Haupteinheit Sollingvorland (371) und in der Untereinheit Nördliches Solling-Vorland (371.0) zum Naturraum Golmbacher Berge (Südwestabdachung des Voglers und Burgberg; 371.01). Dieser wird dem Landschaftstyp „Aufgelockerte Wald- und Agrarlandschaft des Berg- und Hügellandes“ zugeordnet. Die Berg- und Tallandschaft des Burgberges ist durch das Neben- und Miteinander unterschiedlicher kultur- und naturbetonter Ökosysteme charakterisiert und stellt Kulturlandschaftsformen wie Heckenlandschaften und Grünland-Gehölz-/Streuobstkomplexe dar.

### Berge
Namentlich erwähnt auf der Topographischen Karte werden der „Burgberg“ (357,5 m) im Zentrum des Höhenzugs, „Großer“ (344,6 m) und „Kleiner Everstein“ (311 m) im Ostteil des Burgbergs und mit Mauerresten der Burg Everstein, die „Hirschzunge“ (310 m) in deren direkter, nördlich gelegener Nachbarschaft, der „Friedberg“ (303,9 m) im Westen und der „Hasenstiegkopf“ (222,8 m) im Norden. Im Gewann „Ebenholz“ im äußersten Südwesten liegt der „Kratzberg“ (242 m).
Die geomorphographische Karte GMK25 (25m-Raster) weist entlang eines Nord-Süd-Streifens vom Hangfuß (⊙) südlich von Warbsen bis zur Telegraphenstation (⊙) folgende Hänge und Scheitelbereiche auf:
- Hänge und Verflachungen, Neigungsstufe 4 (ackerbaulich nicht mehr nutzbar)
- Hänge und Verflachungen, Neigungsstufe 5 und 6 (Steilhänge mit deutlicher Neigung zu gravitativen Hangbewegungen)
- Hänge und Verflachungen, Neigungsstufe 2 und 3 (Hänge mit deutlicher Neigung zur Erosion, aber ackerbaulich nutzbar)
- Gratartige Scheitelbereiche, Neigungsstufe 2 und 3
- Flächenhafte Scheitelbereiche, Neigungsstufe 2 und 3
- Gratartige Scheitelbereiche, Neigungsstufe 0 und 1 (extrem flache Standorte in Scheitellage)

### Gewässer
Der Beverbach im Süden und der Forstbach im Norden des Burgbergs fließen außerhalb des Höhenzugs. Quellen befinden sich im Süden mit dem Kaiserbrunnen, an den Nordhängen (zum Teil mit Kalktuffbildung) im Niveau der Oolithbänke auf 240 m ü. NHN und im Südosten als 450 m² große Sickerquelle am Grund eines Erdfalls in Gipsgestein über Röt.

## Klima
Das kühlgemäßigte Klima wird durch die Lage im ozeanisch-kontinentalen Übergangsbereich Mitteleuropas (Cfb-Klima nach Köppen/Geiger, kontinentale Falllaub- und Mischwälder nach Troll/Paffen) und durch seine Lage im Übergangsbereich von Mittelgebirgsregionen und Norddeutscher Tiefebene bestimmt (montane Höhenstufe). Es ist geprägt durch mäßig hohe Jahresmitteltemperaturen um die 9 °C. Die durchschnittlichen Tagestemperaturen liegen an 220 bis 360 Tagen über dem Gefrierpunkt. Die mittlere jährliche Niederschlagssumme liegt zwischen 800 und 850 mm. Der nördliche Teil des
Burgberges ist mit 750 bis 800 mm etwas trockener.
|                        | Jan  | Feb  | Mär  | Apr  | Mai  | Jun  | Jul  | Aug  | Sep  | Okt  | Nov  | Dez  |   |     |
| Mittl. Temperatur (°C) | 1,8  | 2,3  | 5,3  | 9,6  | 13,5 | 16,5 | 18,5 | 18,2 | 14,2 | 9,8  | 5,6  | 2,7  | ⌀ | 9,9 |
|                        |      |      |      |      |      |      |      |      |      |      |      |      |   |     |
| Niederschlag (mm)      | 72,0 | 57,0 | 59,0 | 45,0 | 60,0 | 65,0 | 78,0 | 70,0 | 58,0 | 67,0 | 61,0 | 72,0 | Σ | 764 |
|                        |      |      |      |      |      |      |      |      |      |      |      |      |   |     |
| Sonnenstunden (h/d)    | 1,2  | 2,3  | 3,6  | 5,7  | 6,5  | 6,6  | 6,7  | 6,3  | 4,7  | 3,0  | 1,3  | 0,9  | ⌀ | 4,1 |

|  |

|  |

|  |

|  |

|  |

|  |

|  |

|  |

|  |

|  |

|  |

|  |

|  |

|  |

|  |

|  |

|  |

|  |

|  |

|  |

|  |

|  |

|  |

|  |

## Geologie

Lithostratigraphische Schichtfolge am Burgberg bei Bevern

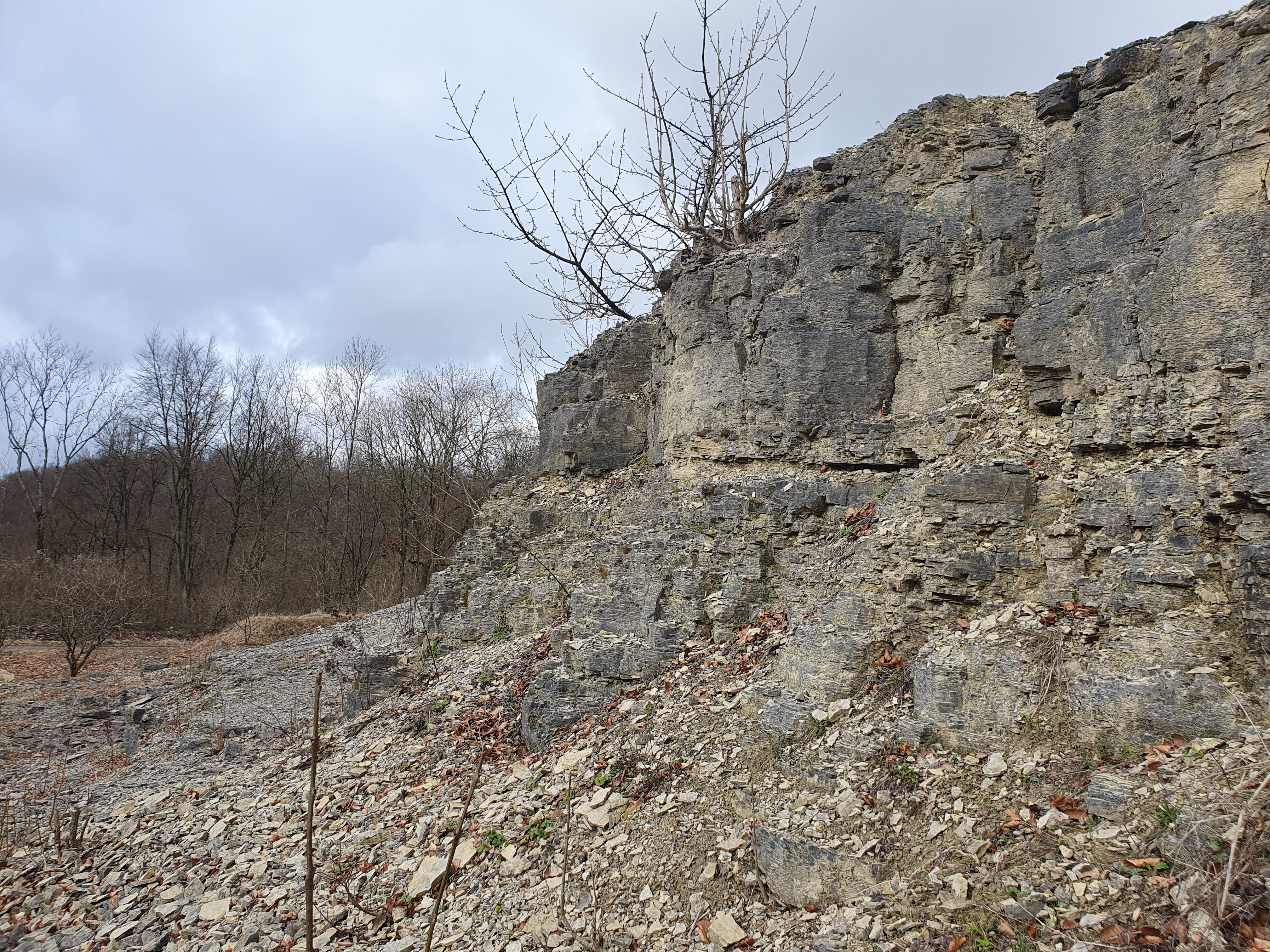
Blick nach Nordwesten auf einen Muschelkalksteinbruch

Vor 246 bis 239 Millionen Jahren bedeckte ein flaches Meer das Germanische Becken. Darin wurde Kalkschlamm ausgefällt, in den massenhaft Muscheln, Seelilien-Stielglieder und andere Fossilien eingebettet wurden. Die Gesteine des Wellenkalks der lithostratigraphischen Schichtfolge des Unteren Muschelkalks (vor 243 bis 240 Millionen Jahren) prägen den Höhenzug inmitten des Buntsandsteins der Solling-Scholle. Der Wellenkalk ist 90–100 Meter mächtig und besteht überwiegend aus grauen, wellig-schiefrigen Kalken, welche in unebene Platten und kleine Brocken zerfallen können. Im Bereich der Burgberge kommen von den drei Wellenkalk-Zonen, die durchgehende Horizonte bilden und die Kanten und Kämme der Wellenkalklandschaft bedingen, die Oolithbänke und die Terebratelbänke zum Vorschein. Die Gesteine der Terebratelbänke bilden die Kämme und Kuppen der Wellenkalkberge. Die Terebratelbank ist in Form recht harter, dickbankiger, zum Teil löcheriger Kalke entwickelt, die sich meist durch eine höckerige Schichtfläche auszeichnen. Im Südwesten und im Osten findet sich mit dem Röt der Obere Buntsandstein.
Reflexionsseismische Profile (2D-Seismik) zum Abbilden von Strukturen im Untergrund wurden durch die Wintershall AG vom 22. Oktober 1984 bis 5. November 1984 im Solling – also auch am Burgberg – erstellt.

## Geomorphologie
Dem Charakter eines Mittelgebirges entsprechend, wechselt das Relief zwischen Tälern und Bergrücken ab, die eher gerundet und weitgespannt sind. Der Bergrücken kann breitenparallel ohne große Höhenunterschiede überwunden werden. Das steilste Tal ist Einzugsbereich der größten Quelle Kaiserbrunnen. Im Norden des Burgbergs (⊙) gibt es einen Einzelerdfall, dessen Einsturzzeitraum unbekannt ist. Westlich des „Kleinen Eversteins“ finden sich zwei geschlossene Hohlformen (abflusslose Senken) mit angenommener Wasserundurchlässigkeit.

## Böden
Über dem Muschelkalk hat sich mit der Rendzina ein flachgründiger Humuskarbonatboden mit den Horizonten Ah/cC entwickelt, der aufgrund der geringen Wasserspeicherung warme, trockene und gut durchlüftete Standorte bildet. Damit vergesellschaftet sind Braunerde-Rendzina aus Kalkstein insbesondere an den Nordhängen des Höhenzugs, flache Terra-fusca-Parabraunerde in den Höhenlagen des Burgbergs, mit der Pararendzina ein Boden mit hoher Bodenfruchtbarkeit an den westlichen und südlichen Hängen und deren zum Teil lössvermischter Hangschutt. Im südlichen Teil im Bereich der Südlichen Burgberghänge befinden sich darüber hinaus Braunerde aus Sand- und Schluffstein oft mit Löss-Beimengungen (ebenfalls ein Boden mit hoher Bodenfruchtbarkeit) sowie Böden auf Tonstein wie Pelosol-Braunerde oder Böden, die unter Stauwassereinfluss stehen wie Pseudogley und Pseudogley-Pelosol.
Den digital verfügbaren Bodenkarten sind Bewertungen dieser Böden als Ausgleichskörper im Wasserhaushalt für 30-jährige Zeiträume (1971–2000 und 1991–2020) zu entnehmen. Die Böden wirken als Zwischenspeicher im Landschaftswasserhaushalt. Zentral ist die Bewertung der Retentionsleistung und der Infiltrationsleistung. Über den gesamten Zeitraum gab es keine Unterschiede in der Funktionserfüllung. Die Pararendzinen an nicht erodierten Standorten auf dem Burgberg sind als seltene Böden deklariert. „Als selten gelten vor allem Böden, die infolge ungewöhnlicher Kombinationen der Standortbedingungen (Ausgangsgestein, Klima, Relief) seltene Eigenschaften oder Ausprägungen aufweisen.“

## Lebewesen

### Pilzflora
Die Online-Pilzkartierung nennt 224 Arten für das Blatt 4123 Stadtoldendorf Quadrant 1, darunter viele Mycorrhizabildner wie den Dickblättrigen Schwärz-Täubling (Russula nigricans), den Ringlosen Butterpilz (Suillus collinitus), den Fichten-Reizker (Lactarius deterrimus), den Sommer-Trüffel (Tuber aestivum) aber auch viele Holzbewohner wie Zunderschwamm (Fomes fomentarius), den Rotrandigen Baumschwamm (Fomitopsis pinicola), die Langstielige Ahorn-Holzkeule (Xylaria longipes) oder der Gemeine Rindensprenger (Vuilleminia comedens) auf. Erwähnenswert ist auch der sonst in Niedersachsen ausgestorbene Krause Adernzähling (Plicatura crispa). Über einen Fund des Saprophyten Hymenoscyphus fraternus an toten Ahornblättern wurde am 9. September 1990 berichtet.
Auf Flechten wachsende Pilze wurden am 30. April 2016 am Everstein mit Agonimia globulifera an einer Wegböschung auf kalkreichem Rohboden zwischen Moosen gesammelt. Da die namensgebenden schwärzlichen Kügelchen nicht eindeutig entwickelt, die sonst selten gebildeten Fruchtkörper hingegen häufig waren, muss anhand weiterer Funde geklärt werden, ob es sich möglicherweise um eine bisher nicht beschriebene Art handelt. Zwackhiomyces lecanorae auf Lecanora albescens wurde am selben Tag in der Nähe an brüchigem Muschelkalkfels aufgefunden.

### Fauna

#### Historische Molluskenfunde
Sauermilch berichtete 1935 von großen Kolonien der Gemeinen Heideschnecke (Helicella ericetorum), von Vorkommen der Riemenschnecke (Helicodonta obvoluta), der Glatten Schließmundschnecke (Cochlodina laminata) und der Berg-Vielfraßschnecke (Ena montana).

#### Wirbeltiere
Die Fledermaus Großes Mausohr (Myotis myotis) wurde im FFH-Gebiet an verschiedenen Stellen nachgewiesen. Eine natürliche Entwicklung der Wälder mit einem hohen Anteil von Alt- und Totholz und Höhlenbäumen sowie unterwuchsfreien oder -armen Buchenwäldern unterstützt den Erhalt und die Verbesserung der Habitatbedingungen für diese Art. Die Wildkatze (Felis sylvestris) ist im gesamten Gebiet verbreitet. Reproduktionsnachweise konnten erbracht werden. Schalenwild wie Reh, Rothirsch und Wildschwein wird bejagt. Ein weiteres in Anhang IV der FFH-Richtlinie gelistetes Säugetier ist die Haselmaus (Muscardinus avellanarius).
In der Region befinden sich als wertbestimmende Brutvögel der Rotmilan (Milvus milvus), der Uhu (Bubo bubo) und der Neuntöter (Lanius collurio). In der Niedersächsischen Umweltkarte wird der Burgberg als Lebensraum des Schwarzstorchs markiert.
Zauneidechse (Lacerta agilis) (mit 12–143 Beobachtungen an einem halben Tag), Blindschleiche (Anguis fragilis) und Waldeidechse (Zootoca vivipara, Syn.: Lacerta vivipara) finden ausreichend wärmebegünstigte Standorte und Totholz auf dem Burgberg.

#### Wirbellose
Im Fauna-Flora-Habitat (FFH)-Gebiet Burgberg, Heinsener Klippen und Rühler Schweiz existiert das letzte niedersächsische Vorkommen des Skabiosen-Scheckenfalters (Euphydryas aurinia). Weitere – insbesondere Halbtrockenrasen bevorzugende – Tagfalter sind Kreuzenzian-Ameisenbläuling (Maculinea rebeli), Zwerg-Bläuling (Cupido minimus), Kurzschwänziger Bläuling (Cupido argiades), Schwalbenschwanz (Papilio machaon), Kaisermantel (Argynnis paphia), Großer Perlmutterfalter (Argynnis aglaja), Perlbinde (Hamearis lucina) und Waldbrettspiel (Pararge aegeria).
Erfasst wurden Anfang der 1990er Jahre die Heidegrashüpfer (Stenobothrus lineatus) und Langfühler-Dornschrecke (Tetris tenuicornis). Ein Rotbauchiger Laubschnellkäfer (Athous haemorrhoidalis), ein Scharlachroter Feuerkäfer (Pyrochroa coccinea) wurden im Mai 2015 und ein Bergahorn-Fruchtstecher (Bradybatus fallax) im Mai 2017 am Burgberg im Foto festhalten.
Es wurden die Weinbergschnecke (Helix pomatia), Glatte Nadelschnecke (Platyla polita), Ungenabelte Kristallschnecke (Vitrea diaphana), Quendelschnecke (Candidula unifasciata) und andere nachgewiesen.

### Flora

#### Historische Pflanzenfunde
Grisebach berichtet 1847 von einem Vorkommen des Rankenden Lerchensporns (Ceratocapnos claviculata) am „Burgberg b. Holzminden“. 1913 und 1933 wird vom einzigen Vorkommen des sonst nur weiter südlich verbreiteten Spatelblättrigen Aschenkrauts (Tephroseris helenitis, unter dem synonymen Namen Senecio spatulaefolius) berichtet.

#### Aktuelle Pflanzenbestände

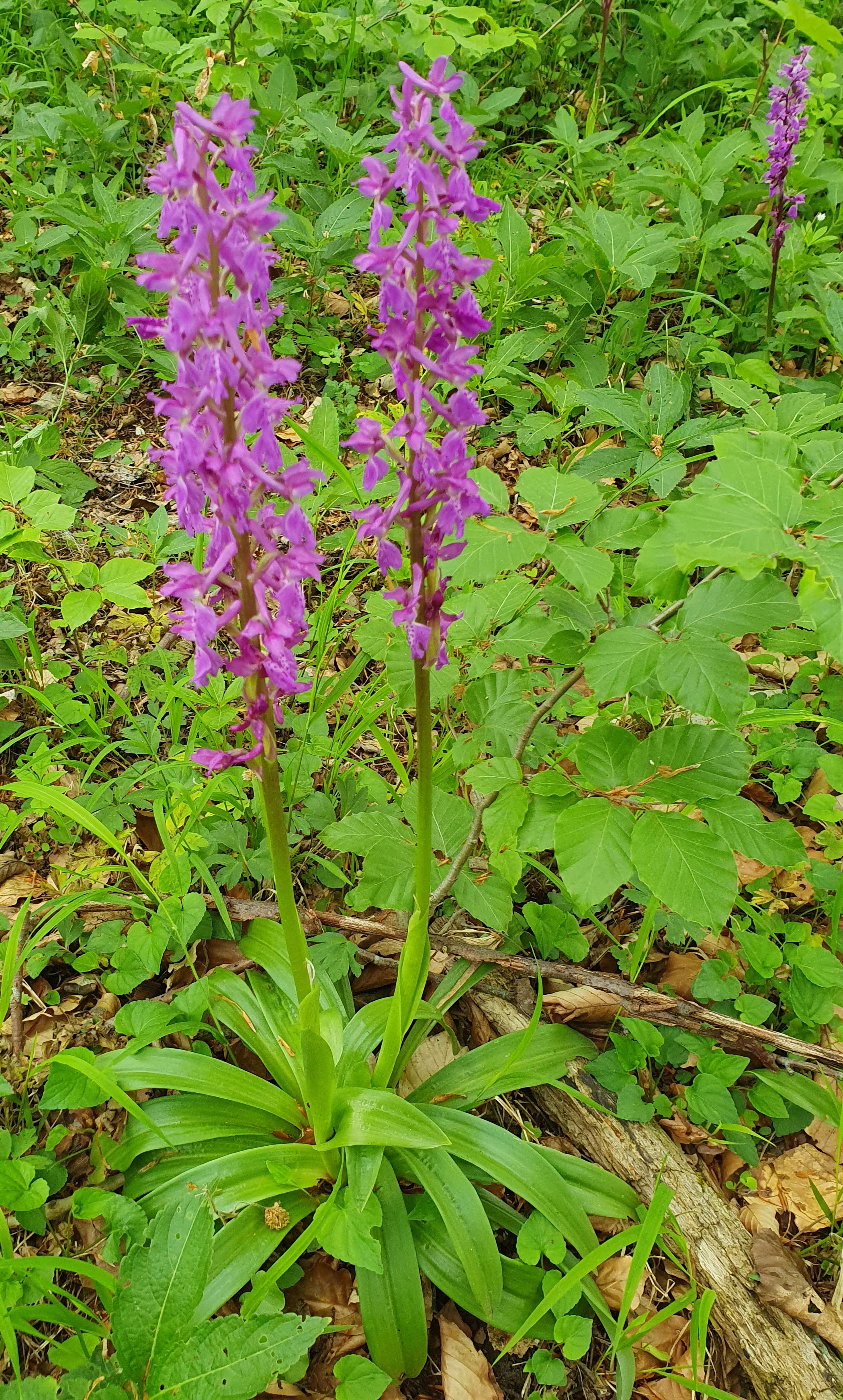
Männliches Knabenkraut unweit der Telegrafenstation

Orchideen wie Gelber Frauenschuh (Cypripedium calceolus), Braunrote Stendelwurz (Epipactis atrorubens), Mücken-Händelwurz (Gymnadenia conopsea), Helm- (Orchis militaris), Männliches- (Orchis mascula) und Dreizähniges Knabenkraut (Orchis tridentata), Fliegen-Ragwurz (Orchis insectifera), Weißes (Cephalanthera damasonium), Rotes (Cephalanthera rubra), Schwertblättriges Waldvöglein (Cephalanthera longifolia) und Einknollige Honigorchis (Herminium monorchis) befinden sich im Gebiet.
Fransen- (Gentianella cilia), Kreuz- (Gentiana cruciata) und Deutscher Enzian (Gentianella germanica) wurden am Burgberg kartiert.
Charakter- und Zeigerpflanzen sind unter den Gräsern die von Rindern gemiedene Fieder-Zwenke (Brachypodium pinnatum) und die Weißliche Hainsimse (Luzula luzuloides).
Mehrjährige krautige Pflanzen sind die myrmekophilen Skabiosen-Flockenblumen (Centaurea scabiosa), die Raupenfutterpflanzen Kleiner Wiesenknopf (Sanguisorba minor) und Tauben-Skabiose (Scabiosa columbaria) sowie der Arznei-Thymian (Thymus pulegioides). Darüber hinaus befinden sich dort die Echte Schlüsselblume (Primula veris), die Nesselblättrige Glockenblume (Campanula trachelium) und die Schwalbenwurz (Vincetoxicum hirundinaria). Der Magerkeitszeiger Heil-Ziest (Betonica officinalis) wurde unter anderen in den Untersuchungen zur Biodiversität in der Agrarlandschaft Niedersachsens in der vegetationskundlichen Kurzbeschreibung festgehalten. 1998 wurde von einem Vorkommen des Gelben Fingerhuts (Digitalis lutea) mit 30 Sprossen berichtet, das „zweifellos synanthrop“ ist.
Die Arbeitsgemeinschaft Naturkunde Holzminden listet unter anderen die Pfeil-Gänsekresse (Arabis sagittata), den Finkensame (Neslia paniculata), die Feld-Kresse (Lepidium campestre), das Erdbeer-Fingerkraut (Potentilla sterilis), die Filz-Rose (Rosa tomentosa), die Behaarte Karde (Dipsacus pilosus), das Gewöhnliche Bitterkraut (Picris hieracioides), den Kamm-Wachtelweizen (Melampyrum cristatum) und den Einjährigen Ziest (Stachys annua) auf.
An Moosen wurden Welliges Sternmoos (Mnium undulatum), Rasen-Birnmoos (Bryum caespiticium), Pinsel-Haarblattmoos (Cirriphyllum piliferum), Winziges Schönschnabelmoos (Oxyrrhynchium swartzii) und Zweizähniges Kammkelchmoos (Lophocolea bidentata) aufgefunden.

## Lebensraumtypen (LRT)

### Hartlaubgebüsche

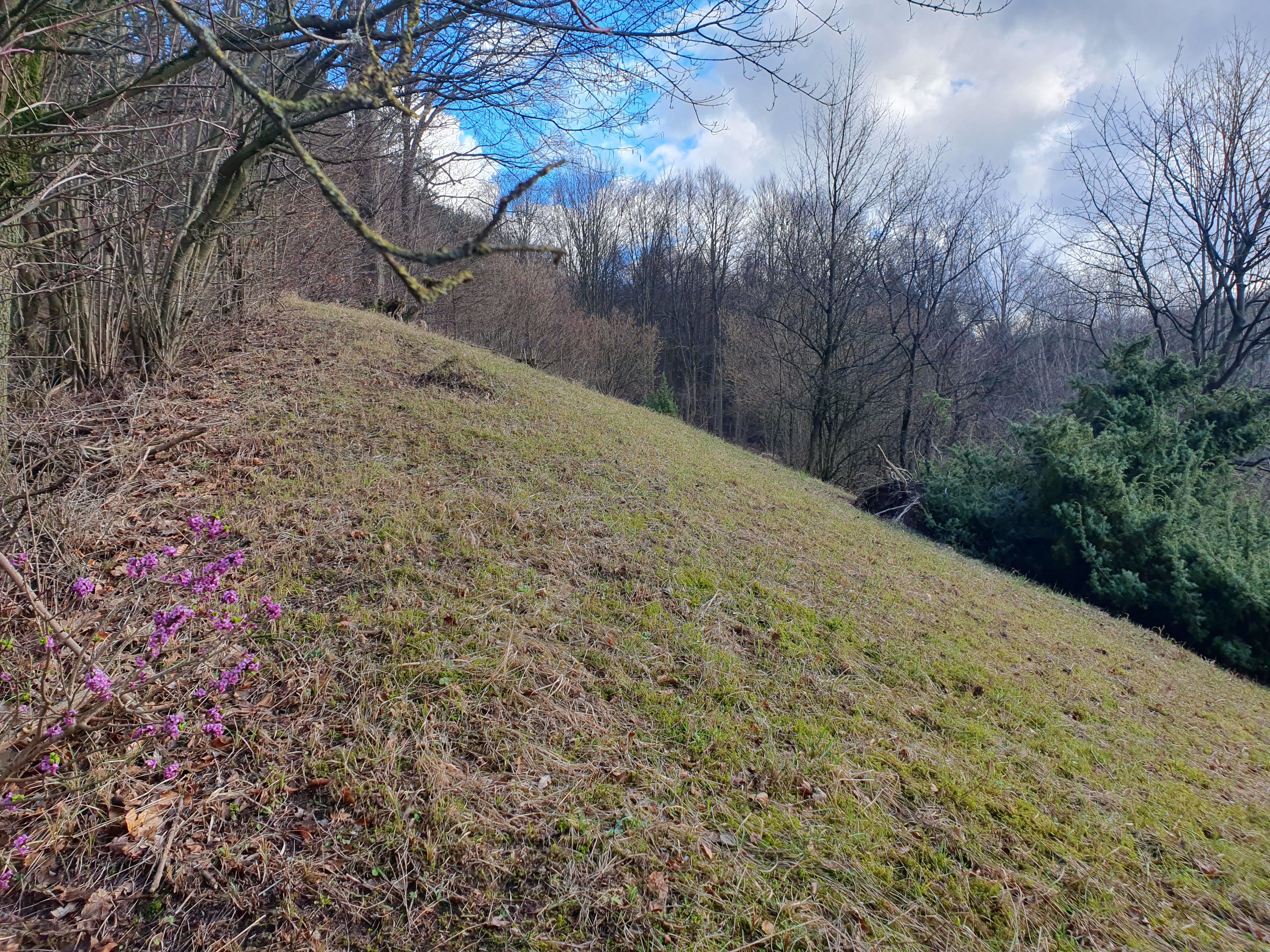
Heide-Wacholder auf Kalkrasen zwischen Kleinem Everstein und Hirschzunge mit blühendem Seidelbast (Daphne mezereum) am Waldrand

Im Norden des Burgbergs findet sich auf einer Fläche von 0,5 ha die Formation Heide-Wacholder auf Kalkheiden und -rasen (LRT 5130), in dem die Dominanz von Etagenmoos (Hylocomium splendens) auffällt. Die Fläche wurde in den Jahren 1985 bis 2005 mit Schafen im Spätsommer beweidet. Seitdem erfolgt die Pflege mit der Sense. Da das hochwüchsige Etagenmoos kleine Arten in der Krautschicht unterdrückt, wird eine Wiederaufnahme der Beweidung durch Schafe mit ein bis zwei Weidegängen im Jahr und wechselnden Beweidungszeiträumen empfohlen.

### Natürliches und naturnahes Grasland
Die Waldgebiete sind eng verzahnt mit mageren Flachland-Mähwiesen (LRT 6510) und Kalk-(Halb-)Trockenrasen und ihre Verbuschungsstadien (LRT 6210, Festuco-Brometalia). Ähnlich wie die Wacholder-Heide sollten die Verbuschungsflächen mit Schafen beweidet und Gehölze bei Bedarf zurückgeschnitten werden. Die traditionelle Mähweidennutzung in Form einer Mahd mit späterer Nachbeweidung sollte für die mageren Flachland-Mähwiesen beibehalten werden.
Becker & Becker unterschieden 2010 für den östlichen Burgberg rund um Everstein und Hirschzunge magere Glatthaferwiesen und magere Kammgrasweiden, die in ihren unterschiedlichen Ausprägungen (wie bspw. Purgierlein-Glatthaferwiesen, Glockenblumen-Glatthaferwiesen) an Kalkmagerrasen erinnern und durch Artenreichtum und Magerkeitszeigern wie Purgier-Lein (Linum catharticum), Mittleres Zittergras (Briza media) und Tauben-Skabiose (Scabiosa columbaria) differenziert werden können.

### Hoch- und Niedermoore
Kalktuffquellen des LRT 7220 wurden im Norden des Burgbergs auf einer Gesamtfläche von rund 500 m² kartiert. Bei der größeren der beiden Quellen deuten Reste alter Rohre darauf hin, dass hier früher Wasser entnommen wurde. Flächendeckend gibt es Überzüge mit den Laubmoosen Veränderliches Sumpfstarkmoos (Cratoneuron commutatum) und Bach-Kurzbüchsenmoos (Brachythecium rivulare). Um Schäden an den Kalktuffquellen auszuschließen, wird auf eine forstliche Nutzung in ihrem direkten Umfeld verzichtet. So soll der angrenzende Wald als Habitatbaumgruppe ausgewiesen werden. Die alten Rohre aus der Tuffquelle sollen entfernt werden.

### Wälder
Prägend ist auf den Rendzinen ein Waldmeister-Buchenwald (LRT 9130, Asperulo-Fagetum / Carici-Fagetum), der mit durchschnittlich 27 Meter hohen Buchen aufgebaut ist, dem eine Strauchschicht fehlt und der an trockenwarmen Standorten in Orchideen-Buchenwald (LRT 9150, Cephalanthero-Fagion) oder als Relikt der Hutewaldnutzung in Labkraut-Eichen-Hainbuchenwald übergeht (LRT 9170, Galio-Carpinetum). Da hier auf Hängen mit 30 bis 40° südwestlicher Neigung die Einstrahlung am höchsten ist, sind dies die trockensten und wärmsten Standorte. Auf versauerten Standorten über Röt wie im Ebenholz entwickelten sich Hainsimsen-Buchenwälder (LRT 9110, Luzulo-Fagetum) mit prägenden Farnen und Gräsern, die ganzflächig als Naturwirtschaftswald bewirtschaftet werden können.

## Naturschutz

### Naturschutzgebiet Südliche Burgberghänge

#### Lage
Das Naturschutzgebiet befindet sich 1,25 km nordöstlich von Bevern am Südhang des Burgberges in etwa gleicher Entfernung zu Lobach und der Bundesstraße 64. Zur Trinkwasserquelle Kaiserbrunnen beträgt der Abstand etwa 375 m in südöstlicher Richtung.

#### Schutzstatus
Das Gebiet wurde am 18. August 1983 zu einem Kaufpreis von 7.000 DM Eigentum des NABU. Als Bestandteil des FFH-Gebietes Burgberg, Heinsener Klippen und Rühler Schweiz (WDPA-ID 555519316) und des EU-Vogelschutzgebietes Sollingvorland ist es vollständig vom Landschaftsschutzgebiet Solling-Vogler umgeben. Zum 10. Dezember 2020 ging es im neu ausgewiesenen, nicht zusammenhängenden Naturschutzgebiet Südliche Burgberghänge, Weinberge bei Holenberg und Rühle auf. Im Jahre 2024 wird die Inventur vor Ort weiter geführt.

#### Maßnahmen zur Erhaltung
An den Burgberg-Südhängen wird daran gearbeitet, das kleinparzellige Nutzungsmosaik und den Biotopverbund weiterzuentwickeln. Dabei müssen Schutzkonflikte wie im östlichsten Flurstück erörtert werden, wo Gymnadenia durch die frühe Beweidung zurückgedrängt wird. Dem Skabiosen-Scheckenfalter kommt die Rolle einer Leitart zu. Die Schafbeweidung sollte in den Monaten Juli und August erfolgen, um die Raupen auf ihren Eiablagepflanzen fressen lassen zu können. Die Biotope Halbtrockenrasen und artenreiche Magerwiesen sollten zu benachbarten Grünlandkomplexen verbunden werden, so dass die Falter die Grünlandflächen als Korridore zwischen ihren Fortpflanzungshabitaten und zur Nektaraufnahme – etwa wenn ihr Hauptlebensraum gerade beweidet wird – nutzen können. Die Maßnahmen kommen anderen Arten zugute. So muss der Bestand des Kreuz-Enzians als Wirtspflanze berücksichtigt werden. Der Kreuzenzianbläuling hat von der extensiven Nutzung auf den Südhängen des Burgbergs profitiert. Im Gegensatz zur Beweidung mit Rindern ermöglicht der Einsatz von Schafen einen naturverträglicheren Umgang mit dem Enzian. Die Schaffung offener Bodenstellen durch den Tritt der Schafe und die Verteilung der Samen dürfte für den Enzian eine positive Rolle spielen. Auf geeigneten Flurstücken könnte eine Streifenmahd erfolgen, bei der ⅔ der Fläche gemäht und ⅓ geschont werden. Die geschonten Streifen werden so gewählt, dass darin die Enziane enthalten sind, die im entsprechenden Jahr vom Scheckenfalter besiedelt sind. Bei der Mahd ist darauf
zu achten, dass das Mähgut nicht auf der Böschung liegen bleibt, da dies sehr wichtige Eiablageplätze der Zauneidechse sind. Zaunschutz während der Beweidung/Mahd, Weideunterbrechungen und die Ablagerung von Mähgut/Totholz auf geeigneten Flächen und manuelle Entkusselungen können Sonderstrukturen erschaffen. Das Grünland Aaskuhle (0,6130 ha) nördlich der Trinkwasserquelle Kaiserbrunnen mit einzelnen Obstbäumen wird mit Heidschnucken beweidet. Zur Lebensraum-Erweiterung des Skabiosen-Scheckenfalters wurde dort im Jahr 2023 ein etwa 500 Quadratmeter großer Streifen in die Fläche gefräst und manuell Saatgut ausgebracht.

### Landschaftsschutzgebiet Frauenschuhfläche

#### Lage
Auf dem Nordhang des Höhenzugs befindet sich die 0,4 ha große Orchideenwiese Frauenschuhfläche mit dem größten Frauenschuhvorkommen Norddeutschlands. Der Arbeitskreis Heimische Orchideen zählte im Jahr 2022 insgesamt 3024 Triebe. Die Entwicklung benachbarter Vorkommen – ob natürlich oder durch Anpflanzung – wird diskutiert.

#### Maßnahmen zur Erhaltung
Das Forstamt Holzminden-Neuhaus bemüht sich seit den 1960er Jahren (auch mit Mitteln des Europäischen Fonds für regionale Entwicklung (EFRE)) um die Erhaltung des Frauenschuhs. Zunächst wurde der Bereich mit Lärchen, Schwarzkiefern und Fichten aufgeforstet, was keinen nachhaltigen Erfolg brachte. Die Fläche wird regelmäßig von Verbuschung befreit, damit genügend Licht an den Boden gelangt. Die Beweidung erfolgt durch Schafe, Esel und Rotes Höhenvieh. Es darf nicht zu rigoros vorgegangen werden, da Halbschatten benötigt wird. Ohne Bewirtschaftung würde sich der Buchenwald durchsetzen. Neben dem Frauenschuh gibt es Rhizom-Geophyten wie das Zweiblatt (Listera ovata) und weidefeste Pflanzenarten wie Wacholder, Zittergras, Gewöhnlicher Fransenenzian und Fieder-Zwenke.

### Naturdenkmal
Etwa 1,5 km südwestlich von Warbsen am Nordhang des Höhenzuges ist ein seltener Wacholder-/Trockenrasen (ND-HOL 163) ausgewiesen.

### Weitere Schutzgebiete
Über den Burgberg erstrecken sich außerdem Teile des Landschaftsschutzgebietes Rühler Schweiz und Burgberg (LSG HOL 017) und des Vogelschutzgebiets Sollingvorland (VSG-Nr. 4022-431; 168,85 km²).

## Wirtschaft

### Forstwirtschaft und Jagd
Das Forstamt Holzminden-Neuhaus der Niedersächsischen Landesforsten verfolgt bei der Waldbewirtschaftung ein Eichenwaldkonzept mit der Vernetzung von Eichenwäldern und ein Buchenwaldkonzept zum Erhalt aller über 180 Jahre alten Buchen. Entsprechend der Planungsgrundsätze verbleiben in den Wäldern mit mittlerem bis schlechtem Zustand mindestens 20 % der Flächen und in Wald-Lebensräumen mit hervorragendem Zustand 35 % der Fläche im kommenden Jahrzehnt in Hiebsruhe. Hierfür ausgewählt werden Altbestände, die älter als 100 Jahre sind. Sie gelten als wichtiger Bestandteil der Altbestandssicherung.
Das Forstamt organisiert Bewegungsjagden in den Wäldern zwischen Bevern, Golmbach und Negenborn. Die Jagdmethoden in den Niedersächsischen Landesforsten sind auf die Bejagung des Schalenwildes ausgerichtet, von denen nahezu alle heimischen Arten beheimatet sind. Die Zeiträume der Jagden liegen im Spätsommer, Herbst und Winter. Dabei darf ausschließlich bleifreie Munition eingesetzt werden. Am Burgberg gibt es etwa 80 Ansitzeinrichtungen.

### Tourismus
Der Besuch der Frauenschuhfläche wird aktiv beworben und mit baulichen Maßnahmen der Besucherlenkung kanalisiert. Der örtliche Rundwanderweg  BE1  startet am Bundesstraßen-Parkplatz (Notfalltreffpunkt HOL-060) und führt über 5,6 Kilometer. Eine etwas kürzere Runde über 2,5 Kilometer beschreibt die Lebensraumroute. Über den Bergrücken verlaufen die beiden Fernwanderwege  X10  von Rinteln nach Bodenfelde (ebenfalls eine ausgewiesene MTB-Route) und  X28  von Polle nach Alfeld. Abschnitte der Via Scandinavica des Jakobswegs in Norddeutschland führen über die Südlichen Burgberghänge. Alle Wander- und Radwege sind darauf ausgerichtet, den Fuß- und Radwegeverkehr zu bündeln und damit Beeinträchtigungen zu vermeiden. Im Dorfentwicklungsplan 2018 wird der Burgberg als Barriere gesehen. Im Projekt „Umsetzungsbegleitung Dorfregion Bevern“ des Jahres 2019 wird die Schaffung eines Wanderweges von Warbsen nach Lobach und ein Downhillpark am Burgberg vorgeschlagen.

## Historisches

### Bauwerke

#### Burg

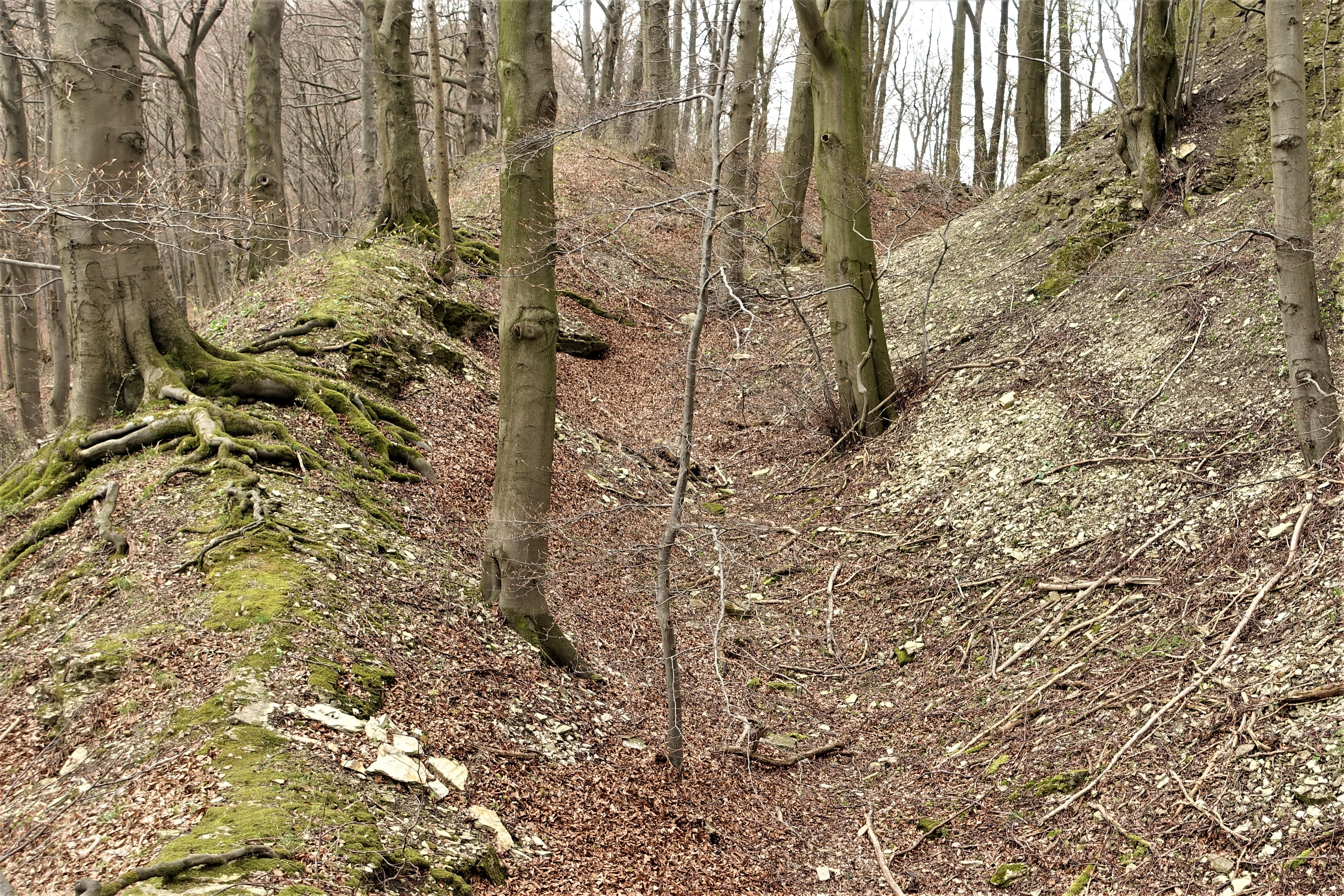
Graben und Vorwall im Westen des Kleinen Everstein

Auf dem Kleinen Everstein stehen Mauerreste der Burg Everstein, die um 1100 als ursprünglicher Stammsitz der Grafen von Everstein errichtet wurde. Etwas jünger ist die Burg auf dem Großen Everstein. Die Burgen wurden im Spätmittelalter verlassen und ihre Gebäude teilweise als Steinbruch benutzt. Die Wälle der Burg Everstein sind von Weitem erkennbar, wenn die Wälder ringsum unbelaubt sind. Mit Hilfe des Airborne Laserscannings lassen sich morphologische Einzelheiten wie der Umfassungsgraben der ehemaligen Burg auf dem Großen Everstein und eine befestigte Siedlung etwa 500 Meter östlich der Burg erkennen, die nicht durch einen Flurnamen ausgewiesen ist. Die L-förmige Anlage, von welcher aus der Pass bei oben genanntem Notfalltreffpunkt an der heutigen Bundesstraße 64 kontrolliert werden sollte, hat eine Ausdehnung von 170 × 170 Meter.

#### Telegraphenstation

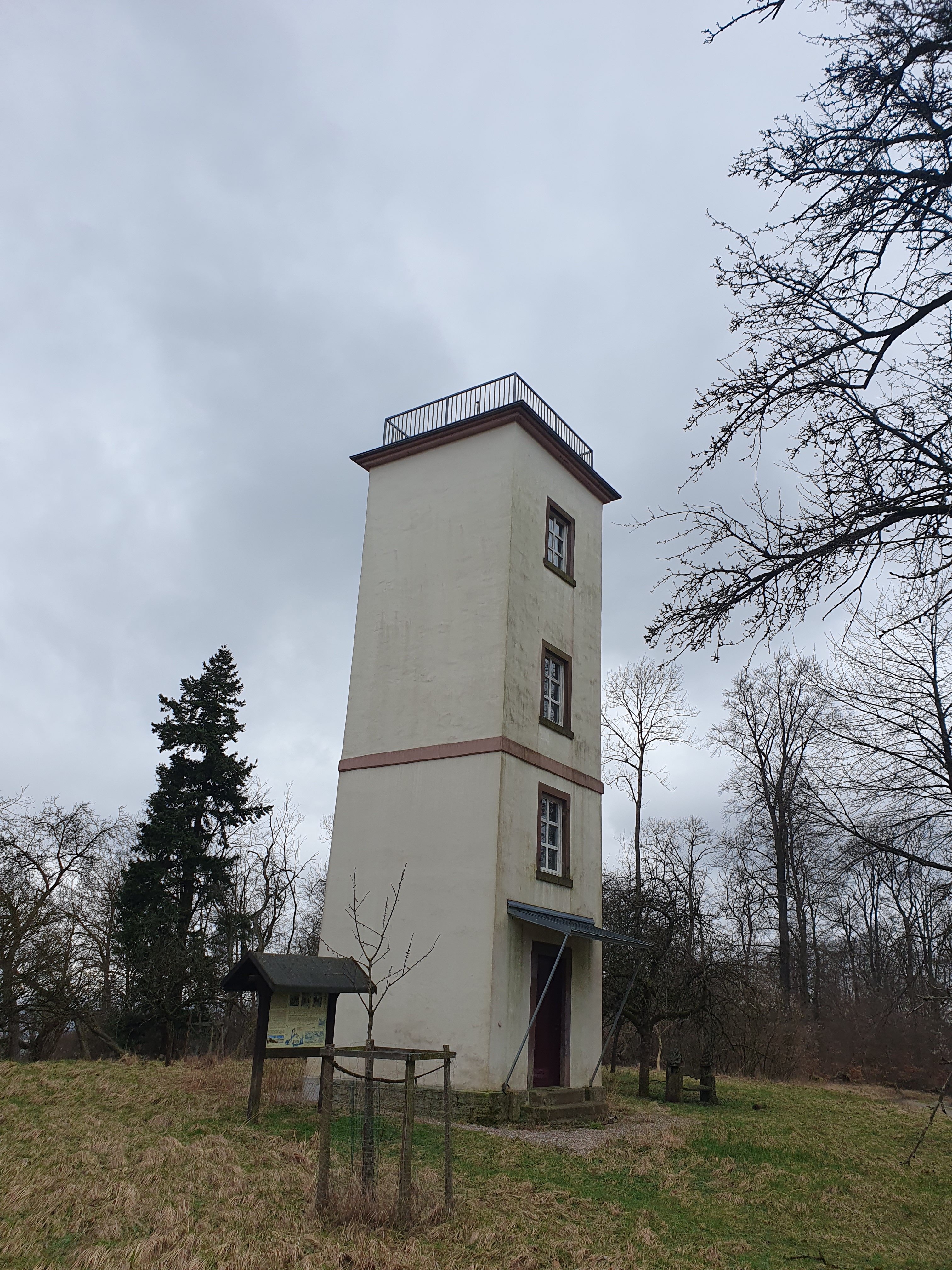
Turm der Telegraphenstation 28 der ehemaligen Telegraphenlinie Berlin-Koblenz

Im Mittelteil des Höhenzugs steht auf dem Burgberg der 14 Meter hohe Turm (⊙) der ehemaligen königlich preußisch optischen Telegraphenstation Nr. 28, der Teil der Telegraphenlinie Berlin-Koblenz war. Vom Telegraphenhaus sind Fundamentreste vorhanden. Der Turm ist für die Öffentlichkeit nicht begehbar. Eine Schautafel erläutert die Geschichte der optischen Telegraphie.

### Landwirtschaftliche Nutzung

#### Südliche Burgberghänge
Die großflächigen Kalkmagerrasen bezeugen die bis ins 19. Jahrhundert ausgeübte historische Allmende-Weidewirtschaft.

#### Frauenschuhfläche
Die Entstehung gründet sich auf der extensiven Nutzung der mittelalterlichen Buchenwälder durch Rodung, Brennholznutzung und als Waldweide. Die dörfliche Schaf- und Ziegenherde wurde von einem Dorfhirten tagsüber von Weide zu Weide geführt. Dadurch entstanden im Laufe der Jahrhunderte Lichtinseln, in denen sich Pflanzenarten behaupten konnten, die vorher unter dem Schattendach nicht konkurrenzfähig waren. Die Pflanzen mussten mit Trockenheit und Nährstoffarmut zurechtkommen, denn besonders auf den steilen, straucharmen Hängen konnte das Wasser im zerklüfteten Kalkgestein schnell versickern. Die Frauenschuhfläche wurde im Jahr 1935 vom Forstamt Stadtoldendorf als ehemaliger Dorfanger der Gemeinde Warbsen erworben.

#### Kirschsorten
Neben der seit über 100 Jahren verschollen geglaubten Goldgelben Herzkirsche wurden Regionalsorten gefunden. So soll diesbezüglich der Burgberg untersucht werden.